# Faculdade de Farmácia da Universidade de Lisboa
A Faculdade de Farmácia da Universidade de Lisboa (FFUL) é uma instituição de Ensino Superior Público Universitário, dedicada ao Ensino, Investigação, Transferência de Conhecimento e Extensão Universitária na área da Farmácia, do Medicamento e das Ciências Farmacêuticas.
A FFUL é uma instituição reconhecida a nível nacional e internacional, sendo os seus cursos conferentes de grau acreditados pela Agência de Avaliação e Acreditação do Ensino Superior (A3ES) e o Mestrado Integrado em Ciências Farmacêuticas também acreditado pela Ordem dos Farmacêuticos para o exercício profissional.
Com o lema, "Pelo conhecimento, pela inovação", a FFUL assume um papel ativo também na divulgação no domínio das Ciências Farmacêuticas e ainda atividades dirigidas à comunidade no âmbito da Saúde Pública, fomentando uma cultura de internacionalização, associando-se com as suas congéneres e outras entidades relevantes nacionais e internacionais em projetos de matriz pedagógica e científica, programas de mobilidade e outras parcerias.

## História

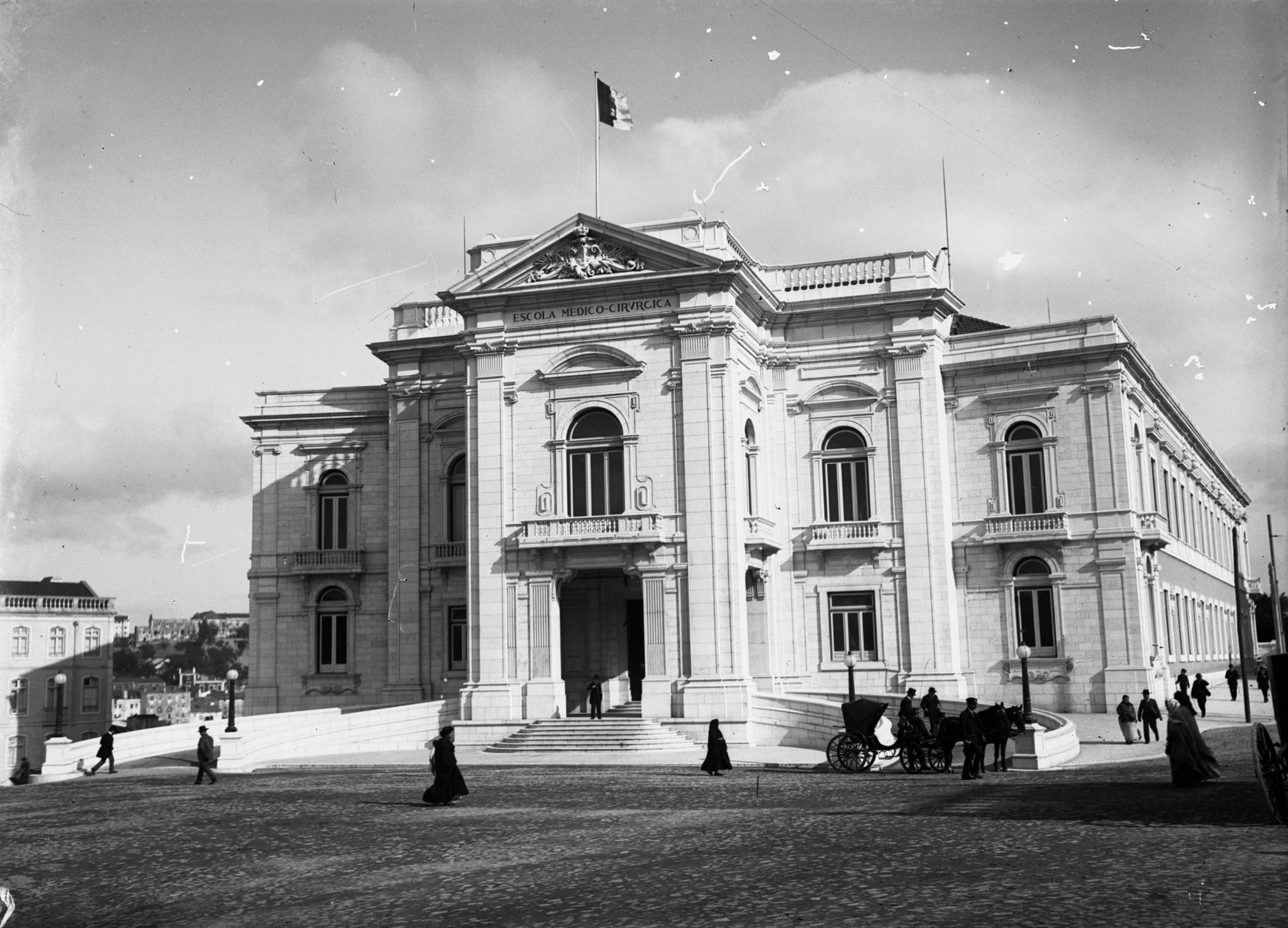
O edifício da Escola Médico-Cirúrgica de Lisboa, no Campo de Santana, antepassado institucional directo da Faculdade de Farmácia da Universidade de Lisboa.

A Faculdade de Farmácia da Universidade de Lisboa nasceu como Escola de Farmácia, integrada na Escola Médico-Cirúrgica de Lisboa, fundada em 1836 por Passos Manoel, sendo que a área da farmácia foi assumida pelo boticário do Hospital de São José. Com a constituição da Universidade de Lisboa, em março de 1911, a Escola de Farmácia continuou anexa à mesma instituição, agora denominada Faculdade de Medicina da Universidade de Lisboa.
Pelo Decreto n.º 4653, de 14 de julho de 1918, passou a ter a sua autonomia e a denominar-se Escola Superior de Farmácia da Universidade de Lisboa. Continuou, contudo, a partilhar as instalações da Faculdade de Medicina, em situação precária e inadequada. Com o objetivo de resolver essa situação e de edificar instalações próprias, foi comprada a Quinta da Torrinha, em 1920. Esta propriedade situava-se na área que hoje é ocupada pelos edifícios da Faculdade de Farmácia, da Cantina Nova e por parte da Avenida das Forças Armadas. Seria a partir desta quinta que, mais tarde, se criaria a Cidade Universitária.
Em 1921, pelo Decreto n.º 7238 de 18 de janeiro, a Escola Superior passa a usufruir do estatuto de Faculdade de Farmácia da Universidade de Lisboa, competindo-lhe atribuir os graus de licenciado e doutor em Farmácia e conferir o diploma de farmacêutico-químico. Em 1932, foi extinta, juntamente com a congénere de Coimbra, dando lugar de novo a uma Escola Superior de Farmácia, na qual apenas se concedia o grau de bacharel; apenas na Universidade do Porto se manteve a Faculdade de Farmácia, onde eram ministrados também os graus de licenciado e doutor. Esta situação apenas seria revertida em 1968, data em que foram restauradas as Faculdades de Farmácia de Coimbra e de Lisboa, colocando-as em pé de igualdade com a da academia portuense.
Hoje, a FFUL leciona disciplinas diversas, algumas delas em ambiente hospitalar. Através destas, e das disciplinas de Projeto, disponibiliza aos alunos uma relação direta com a atividade farmacêutica e com as Unidades de Investigação.

## Ensino
A oferta formativa da FFUL abrange todos os ciclos do ensino superior, integrando várias áreas associadas ao desempenho profissional dos farmacêuticos e ao desenvolvimento científico no domínio das ciências farmacêuticas.

## Departamentos
Em 2016, a FFUL integra sete Departamentos na sua estrutura organizacional, nomeadamente:
- Bioquímica e Biologia Humana[10]
- Ciências Farmacológicas[11]
- Ciências Toxicológicas e Bromatológicas[12]
- Farmácia Galénica e Tecnologia Farmacêutica[13]
- Microbiologia e Imunologia[14]
- Química Farmacêutica e Terapêutica[15]
- Sócio Farmácia[16]

## Investigação
A investigação científica da FFUL é assegurada pelo Instituto de Investigação do Medicamento (iMed.ULisboa) que integra mais de 200 investigadores, concentrando a sua atividade em quatro áreas:
- Descoberta de alvos terapêuticos,
- Design de novas moléculas,
- Desenvolvimento farmacêutico,
- Uso racional do Medicamentos (3DU).

É constituído por 15 grupos de investigação que trabalham em investigação fundamental e translacional na área da inovação terapêutica. Esta unidade incentiva a investigação em todo o espectro do desenvolvimento de medicamentos desde o laboratório à pré-clínica, promovendo uma resposta aos desafios impostos nas áreas emergentes, nomeadamente envelhecimento e doenças relacionadas (diabetes, cancro e neurodegenerescência), degenerativas osteoarticulares, inflamatórias, infeciosas e metabólicas.
A investigação envolve colaborações com várias Universidades, Centros de Investigação, Hospitais, Indústria Farmacêutica, Agências Reguladoras e Agências Internacionais na área do Medicamento. Esta investigação tem vindo a proporcionar a realização de projetos científicos, financiados a nível nacional e internacional. Os resultados obtidos e as equipas que os desenvolvem têm sido alvo de galardões e distinções de natureza científica.
No âmbito da investigação e do ensino, a FFUL investe em parcerias interdisciplinares com outras Escolas da ULisboa com o objetivo de desenvolver novas áreas transversais do conhecimento. Exemplo disso é a participação no(a):
- Colégio “Food, Farming & Forestry (F3)”
- Colégio Mente-Cérebro
- Colégio de Química
- Colégio Tropical (CTROP)
- Rede AGRO
- Rede MAR
- Rede SAÚDE
- Rede VALOR

## Serviços à Comunidade
A FFUL disponibiliza ao público em geral, e também a entidades públicas e privadas, um conjunto de serviços especializados que resultam da aplicação translacional da investigação desenvolvida na Escola no âmbito clínico, instrumental e industrial, nomeadamente:
- Biotério[21]
- Bloco Instrumental[22]
- Laboratório de Análises Clínicas (Núcleo de Prestação de Serviços de Bioquímica e Microbiologia)[23]
- Laboratório de Análise Estrutural[24]
- Unidade de Farmacovigilância Setúbal e Santarém[25]
- Unidade de Radioisótopos

## Prémios e Reconhecimentos
A FFUL foi distinguida, em 2013, com a Medalha de Honra da Ordem dos Farmacêuticos.

## Cooperação Internacional
Para reforçar a internacionalização do seu ensino e investigação científica, a FFUL coopera com instituições congéneres bem como com diversos organismos e entidades no âmbito da mobilidade e formação de estudantes, docentes e investigadores.
No âmbito de uma política científica internacional, a FFUL mantém parcerias com consórcios estrangeiros passíveis de captar estudantes de pós-graduação e atrair financiamento competitivo.
A cooperação estratégica potencia o desenvolvimento, a inovação, a internacionalização e a atratividade da instituição junto de estudantes, docentes e investigadores internacionais. A FFUL participa em programas internacionais e integra redes internacionais de investigação:
- IMI SafeSciMET
- EUDIPharm
- European Association for Cancer Research
- European Federation for Pharmaceutical Sciences
- European Association of Faculties of Pharmacy
- European Science Foundation
- Innovative Medicines Initiative
- EIT Health

## Personalidades associadas à Faculdade
- Alberto Ralha (1921-2010) - Professor universitário e político; Bastonário da Ordem dos Farmacêuticos (1980-1983); Secretário de Estado do Ensino Superior dos VII e XI Governos Constitucionais.[28]
- Aluísio Marques Leal (1915-2016) - Diretor dos Serviços Farmacêuticos do Hospital Universitário de Santa Marta, onde colaborou com o Prof. Egas Moniz nos seus trabalhos de investigação; Primeiro Diretor Técnico dos Serviços Farmacêuticos do Hospital de Santa Maria; Professor da cadeira de Farmácia Hospitalar na FFULisboa.[29]
- Álvaro Teixeira Lopes - Diretor do Laboratório de Polícia Científica da Polícia Judiciária (2008-2009).[30]
- Ana Paula Martins - Bastonária da Ordem dos Farmacêuticos, desde 2016.[31]
- Maria Beatriz da Silva Lima - Professora Catedrática; Presidente do Comité Científico da Iniciativa de Medicamentos Inovadores (IMI), desde 2014; Presidente do Safety Working Party (SWP) da Agência Europeia do Medicamento (EMA) (2001-2012).[32]
- Bruno Miguel Nogueira Sepodes - Professor de Farmacologia e Farmacoterapia; Presidente do Comité dos Medicamentos Órfãos (COMP) da Agência Europeia do Medicamento (EMA), desde 2012;[33] Membro do Scientific Coordination Board da EMA, desde 2012.
- Carlos Fernando Costa da Silveira (1923-2018) - Investigador, professor catedrático e oficial da Marinha Portuguesa; Bastonário da Ordem dos Farmacêuticos (1989-1995); Prémio Nacional de Saúde (2010); Medalha de Ouro da Ordem dos Farmacêuticos (2012).[34]
- Elisabete Faria - Bastonária interina da Ordem dos Farmacêuticos (2008-2009).[35]
- Helder Mota Filipe (1965-)- Farmacêutico. Doutor em Farmacologia. Exerceu o cargo de vice-presidente e presidente do Infarmed (2005-2017). Foi membro do Conselho de Administração da Agencia Europeia do Medicamento. É Presidente da Associação dos Farmacêuticos dos Países de Lingua Portuguesa. Membro da Comissão de Ética para a Investigação Clínica (CEIC)
- João Silveira - Bastonário da Ordem dos Farmacêuticos (1995-2001).[36]
- José Guimarães Morais - Professor Emérito; Diretor da FFULisboa (2009-2012); Presidente do Conselho Diretivo da FFULisboa (1996-2009); Presidente da Comissão de Avaliação de Medicamentos do INFARMED (1992-2009); Presidente da Sociedade Portuguesa de Ciências Farmacêuticas (2005-2011); Medalha de Ouro do Ministério da Saúde (2009); Medalha de Honra da Ordem dos Farmacêuticos (2010); Alumni Distinguished Lifetime Achievement Award pela Universidade de Michigan (2013); Grande Oficial da Ordem de Instrução Pública (2015).[37]
- José de Sousa Martins (1843-1897) - Farmacêutico, médico e professor catedrático da Escola Médico-Cirúrgica de Lisboa.
- Manuel Rodrigues de Carvalho (1929-1999) - Farmacêutico e oficial do exército; Ministro da Educação e Cultura do III Governo Provisório (1974-1975).
- Odette Ferreira (1925-2018) - Professora catedrática, investigadora na área da Microbiologia, identificou o vírus HIV de tipo 2; Chevalier de l’Ordre des Palmes Academiques (1975); Chevalier de l'Ordre National de la Légion d’Honneur (1987); Comendador da Ordem Militar de Santiago de Espada (1988); Medalha de Honra da Ordem dos Farmacêuticos (1989); Medalha de Honra da Universidade Complutense de Madrid (1995); Prémio Universidade de Lisboa (2006).[38]
- Pedro Augusto Franco (1833-1902) - Farmacêutico; 1.º Conde do Restelo; Par do Reino; Presidente da Câmara Municipal de Belém; Vereador e Presidente da Câmara de Municipal de Lisboa (1894-1897 e 1899-1901).
- Rogério Gaspar - Vice-Reitor da ULisboa, desde 2013; Presidente da Sociedade Portuguesa de Ciências Farmacêuticas, desde 2016; Académico Correspondente Estrangeiro da Real Academia Nacional de Farmácia de Espanha, desde 2016.[39]
- Rui Santos Ivo - Farmacêutico; Presidente da Federação Internacional de Estudantes de Farmácia (IPSF) (1986-1987); Presidente do INFARMED (2002-2005); Presidente da Administração Central do Sistema da Saúde (ACSS) (2014-2016).[40]

## Doutores Honoris Causa
- James Nicholas Iley (2014) - Senior Lecturer da Open University, Reino Unido.[41]
- Leslie Zachary Benet (2016) - Professor da University of California, San Francisco, EUA.[42]
- Marinus Durand (2005) - Professor da Universiteit van Amsterdam, Holanda.
- Michael Drummond (2015) - Professor da University of York, Reino Unido.[43]
- Richard John Roberts (2012) - Prémio Nobel de Fisiologia ou Medicina.[44]